# Shirai Eiji
Eiji Shirai (白井永地 Shirai Eiji, sinh ngày 26 tháng 5 năm 1995 ở Chiba) là một cầu thủ bóng đá người Nhật Bản thi đấu cho Mito HollyHock.

## Thống kê câu lạc bộ
Cập nhật đến ngày 23 tháng 2 năm 2018.
| Thành tích câu lạc bộ | Thành tích câu lạc bộ | Thành tích câu lạc bộ | Giải vô địch | Giải vô địch | Cúp                   | Cúp                   | Tổng cộng | Tổng cộng |
| Mùa giải              | Câu lạc bộ            | Giải vô địch          | Số trận      | Bàn thắng    | Số trận               | Bàn thắng             | Số trận   | Bàn thắng |
| Nhật Bản              | Nhật Bản              | Nhật Bản              | Giải vô địch | Giải vô địch | Cúp Hoàng đế Nhật Bản | Cúp Hoàng đế Nhật Bản | Tổng cộng | Tổng cộng |
| --------------------- | --------------------- | --------------------- | ------------ | ------------ | --------------------- | --------------------- | --------- | --------- |
| 2014                  | Mito HollyHock        | J2 League             | 1            | 0            | 0                     | 0                     | 1         | 0         |
| 2015                  | Mito HollyHock        | J2 League             | 3            | 0            | 3                     | 0                     | 6         | 0         |
| 2016                  | Mito HollyHock        | J2 League             | 30           | 5            | 0                     | 0                     | 30        | 5         |
| 2017                  | Mito HollyHock        | J2 League             | 36           | 1            | 1                     | 0                     | 37        | 1         |
| Tổng cộng sự nghiệp   | Tổng cộng sự nghiệp   | Tổng cộng sự nghiệp   | 70           | 6            | 4                     | 0                     | 74        | 6         |